# الدوري الشمالي لكرة القدم 1965–66
الدوري الشمالي لكرة القدم 1965–66 (بالإنجليزية: 1965–66 Northern Football League)‏ هو موسم من الدوري الشمالي لكرة القدم ‏. فاز فيه Whitley Bay F.C. ‏.